# Philander C. Knox
Philander Chase Knox (n. 6 mai 1853 - d. 12 octombrie 1921) a fost avocat, bancher și director de bancă, politician american (între 1901 și 1921), senator de Pennsylvania în Senat, procuror general și secretar de stat al Statelor Unite. Membru al Partidului Republican, Philander C. Knox a servit în administrațiile a trei președinți americani, William McKinley, Theodore Roosevelt și William Howard Taft.